# Sergio Martino
Sergio Martino (* 19. Juli 1938 in Rom), Pseudonym Martin Dolman, ist ein italienischer Filmregisseur und Drehbuchautor, der vor allem für seine Gialli, Polizei- und Horrorfilme des italienischen Exploitationfilms der 1970er Jahre bekannt ist.

## Leben
Martino ist der Neffe des Regisseurs Gennaro Righelli und der Bruder des Filmproduzenten Luciano Martino. Er begann zwar ein Geologie-Studium, wandte sich aber bald dem Film zu und war (nach einem Auftritt als Darsteller 1959) ab 1962 in verschiedenen Funktionen tätig, so als Regieassistent bei Mario Bava, Produktionsleiter für Bruno Corbucci und Organisator für einige Filme, die sein Bruder produzierte. 1969 lieferte er mit dem Mondo-Film Mondo Sex sein Regiedebüt. In den folgenden Jahren setzte er mit u. a. Der Killer von Wien, Il tuo vizio è una stanza chiusa e solo io ne ho la chiave und Torso seinen Schwerpunkt auf Filme des Giallo-Genres, drehte mit technischem Geschick und inszenatorischer Routine auch Filme des Westerngenres, Erotikkomödien, Horror-, Polizei- und Kannibalenfilme. Auch in den 1980er Jahren blieb Martino, der auch unter dem Pseudonym Martin Dolman arbeitete, mit Filmen, wie dem 1982 gedrehten italienisch-französischen Endzeit-Science-Fiction-Film Fireflash – Der Tag nach dem Ende (italienisch: 2019: Dopo la caduta di New York), dem italienischen Genrekino treu und begann ab 1984 auch vermehrt für das Fernsehen zu arbeiten.
Da sein Bruder in den 1970er Jahren mit Edwige Fenech liiert war, ist sie in einigen Filmen zu sehen, die von Luciano produziert und von Sergio inszeniert wurden.

## Filmografie (Auswahl)
- 1969: Mondo Sex (Mille peccati… nessuna virtù)
- 1970: Der Tod sagt Amen (Arizona si scatenò… e li fece fuori tutti!)
- 1971: Der Killer von Wien (Lo strano vizio della Signora Wardh)
- 1971: Der Schwanz des Skorpions  (La coda dello scorpione)
- 1972: Alle Farben der Nacht (Tutti i colori del buio)
- 1973: Il tuo vizio è una stanza chiusa e solo io ne ho la chiave
- 1973: Die Säge des Teufels (I corpi presentano tracce di violenza carnale)
- 1973: Milano trema – la polizia vuole giustizia
- 1974: Cugini carnali
- 1975: Die Killermafia (La polizia accusa: il servizio segreto uccide)
- 1975: Hetzjagd ohne Gnade (La città gioca d’azzardo)
- 1976: Müssen Männer schön sein? (40 gradi all’ombra del lenzuolo)
- 1977: Mannaja – Das Beil des Todes (Mannaja)
- 1978: Die weiße Göttin der Kannibalen (La montagna del dio cannibale)
- 1979: Insel der neuen Monster (L’isola degli uomini pesce), Drehbuch (1978) mit anderen und Regie
- 1979: Die heilige Bestie der Kumas (Il fiume del grande caimano)
- 1980: Urlaubsreport alleinstehender Frauen (La moglie in vacanza… l’amante in città)
- 1981: Love Spaghetti Love (Spaghetti a mezzanotte)
- 1982: Ricchi, ricchissimi… praticamente in mutande
- 1983: Fireflash – Der Tag nach dem Ende (2019 – Dopo la caduta di New York), auch als Drehbuch-Coautor
- 1984: L’allenatore nel pallone
- 1986: Paco – Die Kampfmaschine des Todes (Vendetta dal futuro)
- 1987: The Opponent – Sein härtester Gegner (Qualcuno pagherà?)
- 1988: Casablanca Express (Casablanca Express)
- 1989: American Rikscha (American Risciò)
- 1990: Code Condor (Sulle tracce del condor)
- 1990: Hölle der Verdammten (Mal d’Africa)
- 1992: Die Jagd nach Arthur (Un orso chiamato Arturo)
- 1993: Sonjas Exzesse (Graffiante desiderio)
- 1995: Die Insel der neuen Monster 2 (La regina degli uomini pesce)
- 1998: Die Geliebte und der Priester (Padre papà)
- 2000: Ein letzter Traum (L’ultimo sogno)
- 2008: L’allenatore nel pallone 2

## Darsteller
- 2015: Eaten Alive! The Rise and Fall of the Italian Cannibal Film